# Преображеновка (Стерлітамацький район)
Преображе́новка (рос. Преображеновка, башк. Преображеновка) — присілок у складі Стерлітамацького району Башкортостану, Росія. Входить до складу Ніколаєвської сільської ради.
Населення — 383 особи (2010; 390 в 2002).
Національний склад:
- росіяни — 41%
- башкири — 41%

## Інфраструктура
За 4 км на південний схід від села розташований аеропорт «Стерлітамак».